# Dolmen de l'Amarron (Brignoles)
Pour les articles homonymes, voir Dolmen de l'Amarron.
Le dolmen de l'Amarron est situé à Brignoles, dans le département du Var en France.

## Description
L'édifice a été construit « sur une rupture de pente d'un vaste plateau situé entre deux sommets de l'Amarron ». Les dalles de construction proviennent d'un affleurement calcaire situé à proximité immédiate du site.
Le tumulus, constitué de pierrailles, est pour partie endommagé côté sud. Il mesure 5 m à 6 m de diamètre pour une hauteur maximale de 0,40 m. Le dolmen comporte une chambre sépulcrale rectangulaire (1,65 m sur 1,50 m) délimitée par des murets en grosses lauzes sur ses côtés nord et sud. A l'est, elle est fermée par une dalle de chevet (1,54 m de long pour 0,55 m de hauteur) désormais brisée en deux parties. 
La table de couverture fut retrouvée à plus d'un mètre de distance.
A l'ouest, deux piliers fortement inclinés vers l'intérieur de la chambre délimitent l'entrée (0,32 m de large). Le pilier sud (1,10 m de hauteur, 0,60 m de large et 0,30 m d'épaisseur) est gravé sur la face ouest de deux cercles (diamètre 9 cm), identifiés parfois comme la représentation de deux yeux ou de seins, mais ces gravures, bien postérieures à l'édification du monument puisqu'elles ont été réalisées avec un objet métallique, doivent plutôt être contemporaines de la croix «indiquant la cote 642» gravée au sommet du pilier.

## Fouille archéologique
Les fouilles de Gérard Bérard n'ont révélé qu'un seul niveau, d'une épaisseur de 0,30 m, protégé par une couche de pierres juxtaposées, elle-même recouverte d'une couche d'argile jaune stérile et compacte, soit un remplissage total atteignant 0,50 m d'épaisseur.
Les ossements retrouvés étaient tous d'origine humaine. Bien que très altérés, ils ont permis d'y recenser une quinzaine d'individus différents, douze jeunes adultes et trois enfants. Il pourrait s'agir d'une sépulture familiale au regard du caractère isolé du site. Aucune trace de crémation n'était visible mais celle-ci ne peut être exclue vu l'état de délabrement des os.
Le matériel funéraire comportait un vase intact en céramique, une pointe de flèches en silex et cinq perles en tonnelet (3 en calcaire, 2 en serpentine bleue). Le vase fut rempli d'argile pur dès l'origine.